# Petr Vavroušek
Petr Vavroušek (14. června 1949 Praha – 14. února 2015 Praha) byl český lingvista, klínopisec a indoevropeista. V letech 1991-1994 proděkan Filozofické fakulty UK pro rozvoj, 2000-2003 proděkan FF UK pro ekonomiku a rozvoj a 1994-2000 ředitel Ústavu starého Předního východu a srovnávací jazykovědy FF UK.
Zabýval se hlavně jazykovědou starých orientálních jazyků, zejména chetitštinou, avestským jazykem, starou perštinou, dále sanskrtem, védským jazykem, srovnávací indoevropskou jazykovědou, metodami a postupy rekonstrukce indoevropského prajazyka.  Byl průkopníkem v zavádění počítačů a používání digitálních technologií v lingvistice, zej. při zpracování a analýze staroorientálních textů, digitalizaci klínopisných tabulek ad.

## Profesní život
V letech 1967–1972 studoval indologii a klínopis na Filozofické fakultě UK, kde pak pracoval jako asistent Katedry věd o zemích Asie a Afriky, od 1978 jako odborný asistent. 1973  PhDr. (rigorózní práce „Purúravas a Urvaśí. Studie o mýtu“). 1974-1978 vědecký aspirant. 1979 tříměsíční studijní pobyt na Sektion Asienwissenschaften Humboldtovy univerzity v Berlíně. 1981-1982 pětiměsíční studijní pobyt na vídeňské univerzitě – Institut für Sprachwissenschaft. 1982 kandidát filologických věd (kandidátská disertační práce „Chetitská pronominální adverbia“). 1988 jmenován docentem klínopisu. Kromě pedagogické činnosti na Filozofické fakultě UK (1972-2010) v devadesátých letech pravidelně přednášel jako hostující docent na vídeňské univerzitě (Institut für Sprachwissenschaft). V letech 1996 a 1998 přednáškové pobyty na univerzitě ve Frankfurtu n/M (Institut für Indogermanistik) ad. 1991-2003 člen vědecké rady FF UK. Od 1992 člen mezinárodního vědeckého projektu TITUS (Thesaurus Indogermanischer Text- und Sprachmaterialien, Frankfurt a.M.) 1999–2004 člen vědecké rady Fakulty humanitních studií Západočeské univerzity v Plzni. Věnoval se též vydavatelské činnosti (např. Studia Iranica, Mesopotamica et Anatolica; Compositiones Indogermanicae, In Memoriam Jochem Schindler; Iranian and Indo-European Studies, Memorial Volume of Otakar Klíma; Multilinguale Corpora ad.). V roce 2011 odešel do důchodu.

## Vědecké projekty, konference, granty (výběr)

### Vědecké projekty
- 1994-1995: participant na projektu počítačového zpracování české Bible (Biblia Sacra CD ROM, verze 1.0 a 1.8)
- 1994: hypertextové elektronické aplikace – Anittův text; Nápis krále Dareia v Bísutúnu ad.
- V rámci mezinárodního projektu TITUS koordinátor zpracování počítačové databáze chetitských textů v přepise (spolu s C.H. Melchertem, universita v Chapel Hill). V tomto projektu dále zpracoval staroperské texty, chótánskou knihu Zambastovu, vybrané středoperské texty, text Dalimilovy kroniky ad.).
- 2002: Elektronické zpracování výkopových deníků Bedřicha Hrozného (spolu s PhDr. Neou Novákovou).

### Pořádání konferencí
Účastnil se řady tuzemských a zahraničních mezinárodních vědeckých konferencí (v posledních letech v Saarbrückenu, Vídni, Bambergu, Frankfurtu, Drážďanech aj.), věnoval se též jejich pořádání např.:
- 1986: Šulmu - mezinárodní konference socialistických zemí o starověkém Předním východě a Malé Asii, Praha (spolupořadatel).
- 1993: Use of Computers in Historical and Comparative Linguistics, II. mezinárodní vědecká konference, Praha (pořadatel).
- 1996: 43e Rencontre Assyriologique Internationale, Praha (spolu s Orientálním ústavem AV ČR).
- 1998: Use of Computers in Historical and Comparative Linguistics, VII. mezinárodní vědecká konference, Praha (pořadatel).
- 2007: Electronic Corpora of Ancient Languages, Praha (spolupořadatel).

### Vědecké granty
- 1993-1995: Zpracování a analýza staroorientálních textů v počítači (Grantová agentura UK Praha), hlavní řešitel.
- 1994-1997: Thesaurus Linguarum Antiquarum (Grantová agentura České republiky), hlavní řešitel.
- 1994: Ex Oriente lux (Fond rozvoje vysokých škol), hlavní řešitel.
- 1996-1998: Digitalizace klínopisných tabulek (Grantová agentura UK Praha), hlavní řešitel. Vůbec první elektronické zpracování ucelené sbírky klínopisných tabulek v 3 D rozlišení.
- 1999: Studie k chetitské gramatice (Grantová agentura UK Praha), hlavní řešitel.
- 1999: Vademekum klínopisem (Fond rozvoje vysokých škol), hlavní řešitel.
- 1994-1996: Jazyky a kultury starého Předního východu (Grantová agentura České republiky), spoluřešitel, hlavní řešitel Orientální ústav AV ČR).
- 1999-2003: Oriens electronicus - součást výzkumného záměru MŠMT Český národní korpus a korpusy jiných jazyků, spoluřešitel, hlavní řešitel prof. František Čermák.
- 2005-2011: Indoevropské dědictví v češtině - součást výzkumného záměru MŠMT Jazyk jako lidská činnost, její produkt a faktor, spoluřešitel, hlavní řešitel doc. Zdeněk Starý.

## Publikační a editorská činnost (výběr)
Odborné články a studie publikoval v časopisech (zej. Archív orientální, Nový Orient, Slovo a slovesnost, Listy filologické, SIMA, Chatreššar ad.) a ve sbornících též v Německu, Rakousku, Belgii a jinde. 1995 založil (spolu s prof. J. Gippertem, Frankfurt n/M) mezinárodní vědecký sborník Studia Iranica, Mesopotamica et Anatolica (SIMA).

### Publikační činnost
- Petr Vavroušek, Filozofie starověké a středověké Indie. In: Čechák Vladimír a kolektiv, Co víte o starověké a středověké filozofii. Praha: Horizont 1983.
- Petr Vavroušek, starý Írán. In: /Kolektiv autorů/ Duchovní prameny života. Stvoření světa ve starých mýtech a náboženstvích. Praha: Vyšehrad 1997.
- Petr Vavroušek, K védské literatuře, mytologii a kultu. In: Védské hymny, z védského jazyka přeložil Oldřich Friš, studii napsal Petr Vavroušek. Praha: DharmaGaia 2000.
- Petr Vavroušek, Glosář praindoevropštiny. Praha: Filozofická fakulta Univerzity Karlovy v Praze 2007
- Petr Vavroušek, Rekonstrukce? Rekonstrukce! Praha: Filozofická fakulta Univerzity Karlovy v Praze 2008.
- Petr Vavroušek, Ad perpetuam rei memoriam. Památce Lubora Matouše (1908-2008). Praha: Filozofická fakulta Univerzity Karlovy v Praze 2008.
- Petr Vavroušek, Pán chetitských tabulek. Praha: Filozofická fakulta Univerzity Karlovy v Praze 2009.
- Petr Vavroušek, O rekonstrukci praindoevropštiny, 2. opravené a rozšířené vydání. Praha: Filozofická fakulta Univerzity Karlovy v Praze 2009.
- Petr Zemánek, Petr Vavroušek, Pavel Čech, Jan Bičovský, Marek Rychtařík, Jazyky starého Orientu. Praha: Univerzita Karlova v Praze, Filozofická fakulta 2010.

### Editorská činnost
- Šulmu. Papers on the Ancient Near East presented at International Conference of Socialist Countries. Ed. by Petr Vavroušek and Vladimír Souček. Praha (:Univerzita Karlova) 1988.
- Iranian and Indo-European Studies. Memorial of Otakar Klíma. Edited by Petr Vavroušek. Praha (:enigma corporation) 1994.
- Studia Iranica, Mesopotamica et Anatolica. Bd. 1 (1994). Hrsg. von Jost Gippert und Petr Vavroušek. Praha (:enigma corporation) 1995.
- Studia Iranica, Mesopotamica et Anatolica. Bd. 2 (1996). Hrsg. von Jost Gippert und Petr Vavroušek. Praha (:enigma corporation) 1997.
- Chatreššar, ročenka Ústavu starého Předního východu FF UK. Ed. Petr Vavroušek. Praha (:enigma corporation) Praha 1997.
- Studia Iranica, Mesopotamica et Anatolica. Bd. 3 (1997). Hrsg. von Jost Gippert und Petr Vavroušek. Praha (:enigma corporation) 1998.
- Chatreššar, ročenka Ústavu starého Předního východu a srovnávací jazykovědy FF UK. Ed. Petr Vavroušek. Praha (:Ústav starého Předního východu a srovnávací jazykovědy) Praha 1999.